# Jeff Gravenhorst
Jeff Olsen Gravenhorst (født 30. januar 1962) er tidligere administrerende direktør for ISS. Han er uddannet cand.merc.aud. fra CBS.